# تشارلز هوارد (مصور)
تشارلز هوارد (بالإنجليزية: Charles Howard)‏ هو مصور أمريكي، (ولد في مقاطعة روكنغهام في الولايات المتحدة 1842  م).